# إيفانز بريتشارد
كان السير إدوارد إيفان يفانز بريتشارد (من مواليد 21 سبتمبر من عام 1902 وتوفي في 11 سبتمبر من عام 1973)، والمعروف باسم إي. إي. إيفانز بريتشارد، عالم أنثروبولوجيا إنجليزي، وكان له دور فعال في تطوير الأنثروبولوجيا الاجتماعيّة. كان بريتشارد، في الفترة ما بين عامي 1946 و 1970، أستاذًا في علم الإنسان الاجتماعي في جامعة أكسفورد. وألقى عديد المحاضرات التي دار معظمها حول السحر والدين والعلم. له دراسات وأبحاث مهمة عن قبيلة الأزاندي والنوير في أفريقيا، كانت بدايتها عبر بحوث ميدانيّة انطلقت سنة 1926 بدراسة قبيلة الأزاندي وتوّجت بنيله الدكتوراه عنها سنة 1927. و قد ألّف أيضا كتابه المشهور والمهم عن السحر عند الأزاندي (نشر سنة 1937).

## التعليم والعمل الميداني
تلقى بريتشارد تعليمه في كلية وينشستر، ودرس التاريخ في كلية إكستر في جامعة أكسفورد حيث تأثر بعالم الأعراق روبرت رانولف ماريت، وأصبح فيما بعد طالب دراسات عليا في كلية لندن للاقتصاد. كان بريتشارد، أثناء تواجده في جامعة أكسفورد، أحد أعضاء نادي المنافقين. تأثر بريتشارد، في كلية لندن للاقتصاد، ببرونسيواف مالينوفسكي، وبتشارلز غابرييل سيليغمان، مؤسس وصف الأعراق البشرية لدى السوادنيين. كان أول عمل ميداني لبريتشارد في عام 1926 مع شعب الأزاندي الذي يقطن أعالي نهر النيل، وأسفرت دراسته لهذا الشعب عن حصوله، في عام 1927، على درجة الدكتوراه، وعن إصداره لكتاب الشعوذة والعرافة والسحر عند شعب الأزاندي الكلاسيكي في عام 1937. واصل إيفانز بريتشارد إلقاء المحاضرات في كلية لندن للإقتصاد وإجراء الأبحاث على شعب الأزاندي، وعلى منطقة البونغو حتى عام 1930، حين بدأ مشروعًا بحثيًا جديدًا حول قبائل النوير.
تزامنت دراسته لقبائل النوير مع تعيينه في جامعة القاهرة في عام 1932، حيث ألقى سلسلة من المحاضرات عن الدِين الذي تحمل تأثير سليغمان. استمر بريتشارد، بعد عودته إلى أكسفورد، بالعمل على أبحاثه حول قبائل النوير. التقى خلال هذه الفترة وللمرة الأولى بكل من ميير فورتيس وألفيرد رادكليف براون. بدأ بريتشارد العمل على تطوير برنامج رادكليف براون حول الوظائفية الهيكلية. نتيجة لذلك، أصبحت ثلاثية أعماله حول النوير (شعب النوير، ودين النوير، والقرابة والتزاوج عند شعب النوير) إضافة إلى المجلد الذي اشترك في تأليفه والذي حمل عنوان الأنظمة السياسية الأفريقية تُعتبر مؤلفات كلاسيكية في علم الإنسان الاجتماعي البريطاني. يعتبر كتاب الشعوذة والعرافة والسحر عند شعب الأزاندي لإيفانز بريتشارد أول إسهام أنثروبولوجي رئيسي في علم اجتماع المعرفة من خلال موقفه المحايد –قد يقول البعض بأنه موقف «نسبوي»– من «صحة» معتقدات شعب الأزاندي حول السببية. ركز عمل بريتشارد على التأثير النفسي المشهور والمعروف باسم نظرية العزو. وثّق إيفانز بريتشارد نزعات الأزانديين إلى تبرير مختلف أنواع الأحداث السيئة بالسحر، وتعتبر حادثة مقتل ثمانية أشخاص من شعب الأزاندي جراء انهيار أحد الأبنية بفعل غزو النمل الأبيض لإطار الباب، واحدة من أهم الأمثلة على ذلك. أصبح العمل التجريبي لإيفانز بريتشارد في هذا السياق معروفًا من خلال فلسفة العلوم والمناقشات «العقلانية» التي اشترك فيها في ستينيات وسبعينيات القرن العشرين مع توماس كون وبول فايراباند بشكل خاص.
خدم إيفانز بريتشارد، خلال الحرب العالمية الثانية، في إثيوبيا وليبيا والسودان وسوريا. عمل في السودان على تشكيل قوات غير نظامية من شعب أنواك للضغط على الإيطاليين وللمشاركة في حرب العصابات. عُيّن بريتشارد، في عام 1942، في الإدارة العسكرية البريطانية في إقليم برقة بشمال أفريقيا، وألّف بناءً على تجربته في تلك المنطقة كتاب سنوسيّ برقة. أصبح بريتشارد من خلال توثيقه للمقاومة المحلية الليبية للاستعمار الإيطالي، أحد المؤلفين الأوائل الذين كتبوا عن الطرق الصوفية.
علاء شاهين

## روابط خارجية
- إيفانز بريتشارد على موقع الموسوعة البريطانية (الإنجليزية)
- إيفانز بريتشارد على موقع الموسوعة البريطانية (الإنجليزية)
- إيفانز بريتشارد على موقع إن إن دي بي (الإنجليزية)